# Sabia lui Shannara
Sabia lui Shannara (titlu original: The Sword of Shannara) este un roman epic fantastic din 1977 scris de autorul american de science-fiction Terry Brooks. Este prima carte din seria Trilogia Sabia lui Shannara și este urmată de romanele The Elfstones of Shannara și The Wishsong of Shannara. Trilogia a fost adaptată într-un serial TV, The Shannara Chronicles, primul și al doilea episod având premiera la 5 ianuarie 2016 pe MTV.
Inspirată de Stăpânul inelelor de J.R.R. Tolkien și de alte ficțiuni istorice de aventură, Brooks a început lucrul la această carte din 1967 și i-a luat șapte ani ca s-o termine. După ce a fost acceptată spre publicare de Ballantine Books, a fost folosită pentru a lansa o nouă companie subsidiară a acesteia, Del Rey Books.

## Prezentare
Primul roman prezintă aventurile fraților Shea și Flick Ohmsford în misiunea lor de a găsi Sabia lui Shannara pentru a o folosi împotriva Lordului Warlock care amenință Cele Patru Ținuturi (The Four Lands).

## Personaje
- Shea Ohmsford
- Flick Ohmsford
- Menion Leah
- Allanon
- Balinor Buckhannah
- Hendel
- Durin Elessedil
- Dayel Elessedil
- Eventine Elessedil
- Panamon Creel
- Keltset
- Brona
- Orl Fane
- Shirl Ravenlock
- Umbra lui Bremen
- Stenmin

## Traduceri în română
- Sabia lui Shannara, Editura Aramis, 2007
- Sabia Shannara, Editura Minerva, ISBN  9789732108574, 2009